# مقاطعة سيسيل (ماريلاند)
مقاطعة سيسيل هي مقاطعة في ماريلند، بلغ عدد سكانها 101٬108  نسمة، في 2010، عاصمتها إلكتون، تبلغ مساحتها 1٬082 كيلومتر مربع.

## الموقع
تشترك في الحدود مع:
- مقاطعة تشيستر
- مقاطعة هارفورد
- مقاطعة نيو كاسل
- مقاطعة لانكستر
- مقاطعة كينت.

## أعلام
- جورج غيل
- ويليام إس. فولتون
- ريتشارد باسيت
- ديفيد ديفيس
- جون كريسويل
- توماس كلايتون